# Jorge Córdova
Jorge Córdova (La Paz, Imperio español; 23 de abril de 1822-La Paz, Bolivia; 23 de octubre de 1861) fue un militar y político boliviano. Ocupó la presidencia de Bolivia desde el 15 de agosto de 1855 hasta su caída el 9 de septiembre de 1857. Córdova se caracterizó en la Historia de Bolivia por ser el presidente que perdonaba la vida a los sentenciados a muerte, además de ser el yerno y fiel seguidor de Manuel Isidoro Belzu.

## Biografía

### Primeros años
Jorge Córdova nació el 23 de abril de 1822 en la ciudad de La Paz que en ese entonces estaba bajo la administración provisional del virreinato del Perú. De padres desconocidos, lamentablemente Córdova había nacido en una familia de origen muy humilde perteneciente a la clase baja de Bolivia, lo que conllevó a que días después de su nacimiento y siendo todavía un bebé sus padres decidieran abandonarlo, dejándolo en la puerta de una casa perteneciente a la familia Asín, el cual durante esa época era una distinguida familia caritativa de clase media-alta de la ciudad de La Paz.
Dicha familia paceña decidió adoptarlo y criarlo en su hogar poniéndole el nombre de Jorge y tiempo después cuando el niño había crecido decidió él mismo llevar voluntariamente el apellido de Córdova. Comenzó sus estudios primarios en 1827 en la Escuela de San Francisco que en ese entonces se encontraba a cargo del padre franciscano José Rivero. Mientras estudiaba en el colegio franciscano, Córdova no fue un alumno distinguido pues nunca se había destacado en ninguna materia por ninguna aptitud y según el historiador boliviano Alcides Arguedas (1879-1946), Córdova tampoco tuvo una formación moral durante su niñez lo que tiempo después le traería muchos problemas.
Llegando casi a la adolescencia, Córdova poseía ya un carácter suave y un poco flojo pero de temperamento apasionado y sensual. Fue expulsado de su colegio por ser perezoso e indisciplinado y luego por ser un chico rebelde sería también expulsado de la Casa Asín, que lo había adoptado al nacer. Durante sus primeros años, a Córdova le llamaba mucho la atención una vida de holgazanería y de aventuras.

### Campañas militares (1834-1841)
Estando ya en la calle y buscando un refugio seguro, Córdova decidió enlistarse en un cuartel del Ejército de Bolivia en marzo de 1834 cuando contaba solamente con apenas 12 años de edad para ese entonces al igual como lo hicieron muchos jovenzuelos (contemporáneos suyos de su misma edad) durante aquella época, adoptando la carrera de las armas. Pero debido a su demasiada corta edad, la cual le impedía ser un soldado de línea y para no expulsarlo de las filas, los oficiales deciden entonces enviar al jovenzuelo Córdova a una banda de música del ejército en donde empezó como tocador del instrumento musical Triángulo.
El historiador militar boliviano Julio Díaz Arguedas (1889-1980) describía los primeros años de Jorge Córdova de la siguiente manera: 

"Su pequeña estatura y sus pocos años le incapacitaban (a Jorge Córdova) para ingresar al ejército como soldado, pero fue admitido para la banda de uno de los batallones entrando como tocador del triángulo, pero cuando hubo adquirido talla mayor siguió como soldado raso e hizo las campañas de la confederación peru-boliviana"
Historiador militar boliviano Julio Díaz Arguedas (La Paz, Bolivia; 1929).

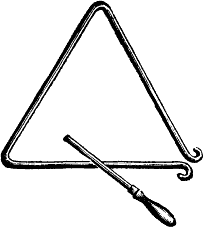
Jorge Córdova empezó su carrera militar en 1834, pero debido a su corta edad para ser soldado, empezó inicialmente como tocador del instrumento musical Triángulo en una banda de música del ejército

Ya con el grado de soldado, Córdova participó por primera vez en un combate en la batalla de Yanacocha (1835), combatiendo también en la batalla de Socabaya (1836) y en la  batalla de Yungay en 1839 (esta última determinó definitivamente la caída del mariscal Andrés de Santa Cruz). Durante el transcurso de estas batallas, Córdova había ascendido al grado de teniente segundo (subteniente) en el año 1838. En 1840 (a sus 18 años de edad) ya ostentaba el grado de teniente primero (teniente).

### Batalla de Ingavi o Incahue
En 1841, el Ejército del Perú al mando de su presidente el general Agustín Gamarra decide invadir Bolivia para anexarse territorios bolivianos. En la defensa, el general José Ballivián, quien se entera, reúne una pequeña tropa de rebeldes para hacerle frente a Gamarra mientras estaba en el Perú, decidió marchar hacia Bolivia a reunir tropas, pero se interpone en su camino su enemigo el teniente coronel Manuel Isidoro Belzu, quien derrota a Ballivián en la frontera boliviana. Ballivián cambia de planes y decide combatirlo, pactando con Gamarra para que le ayude, mientras que Ballivián le ayudaría a Gamarra con la invasión a Bolivia; por otro lado, el mayor general José Miguel de Velasco enterado de los sucesos y tras los llamados de la gente y el congreso, se dirige desde la Argentina con su ejército, que lo complementa al llegar al sur luego al oriente, se dirige a Sucre donde lo proclaman presidente y se acuartela en Cochabamba, Ballivián haría lo mismo y se proclamó presidente en La Paz, mientras que el presidente en ejercicio el abogado Mariano Enrique Calvo estaba en Sucre, Ballivián desdañado por las promesas incumplidas de Gamarra, decide enfrentarlo, pero, al no tener sólo una tropa de novatos, busca la ayuda de su otro enemigo Velasco, quien ostentaba el seudónimo de el Gran Republicano, y para proteger a la República, le cede a Ballivián el ejército superior de veteranos que comandaba. El ejército de Ballivián creció enormemente su tamaño gracias a Velasco, y con este se defiende valientemente el territorio de la invasión peruana, expulsando definitivamente a los peruanos de Bolivia en la denominada batalla de Ingavi o Incahue. Jorge Córdova participaría también en esta batalla y al finalizar la misma sería ascendido al grado de capitán (a sus 20 años de edad) el año 1842 por su valor y comportamiento heroico que Córdova había logrado demostrar en el campo de batalla.

### Carrera militar
Un par de años después,en 1844, ya como capitán de ejército, Jorge Córdova contrajo matrimonio con la señorita  Edelmira Belzú Gorriti (hija del entonces coronel en ese momento Manuel Isidoro Belzú). Desde ese instante, Córdova sería muy apegado a su suegro tanto en el ámbito familiar como también en el ámbito  político-partidario. En este punto, el déstacado historiador boliviano Alcides Arguedas afirmaría muchos años después (en 1929), que ambos hombres (Belzú y Córdova) se entendían muy bien mutuamente porque tenían el mismo origen ya que ambos habían nacido y salido de las clases bajas y pobres de Bolivia.
El joven Córdova, continuó con su carrera militar, ascendiendo de  grado a grado en el escalafón castrense. En 1845, fue ascendido al rango de mayor y en 1848 al rango de teniente coronel. Cabe mencionar que ese año su suegro llegaba a la Presidencia de Bolivia mediante un golpe de Estado al presidente José Miguel de Velasco saliendo Belzú victorioso en la batalla de Yamparáez de 1848.

## Elecciones presidenciales de 1855

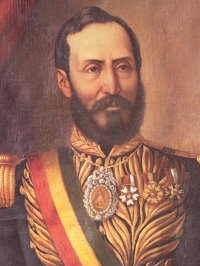
Manuel Isidoro Belzú, Presidente de Bolivia entre 1848 y 1855.

El 12 de marzo de 1855, el Presidente de Bolivia de ese entonces Manuel Isidoro Belzú, mediante un decreto supremo convocó a elecciones presidenciales en el país a realizarse el 1 de mayo de ese año.

### Candidatos
Para las elecciones de ese año, se presentaron tres candidatos. 
- Jorge Córdova (como candidato oficialista del gobierno y yerno del presidente Belzú)
- José María Linares (incansable político opositor a Belzú)
- Celedonio Ávila (militar con el grado de general con un cierto liderazgo político).

### Resultados
Los resultados demostraron que Jorge Córdova había ganado las elecciones con 9388 votos (67,9 %). En segundo lugar había salido Linares con 4119 votos (29,8 %) y en tercer lugar Ávila con apenas 300 votos (2,1 %). El ganador sería posesionado en la presidencia para el 15 de agosto. Los perdedores de estas elecciones, jamás reconocieron el triunfo de Córdova y señalaban que las elecciones eran ilegales y manipuladas.
En cambio la opinión pública juzgó que su elección fue válida e indiscutible por lo que se le denominó transmisión legal.

## Presidente Constitucional de Bolivia (1855-1857)

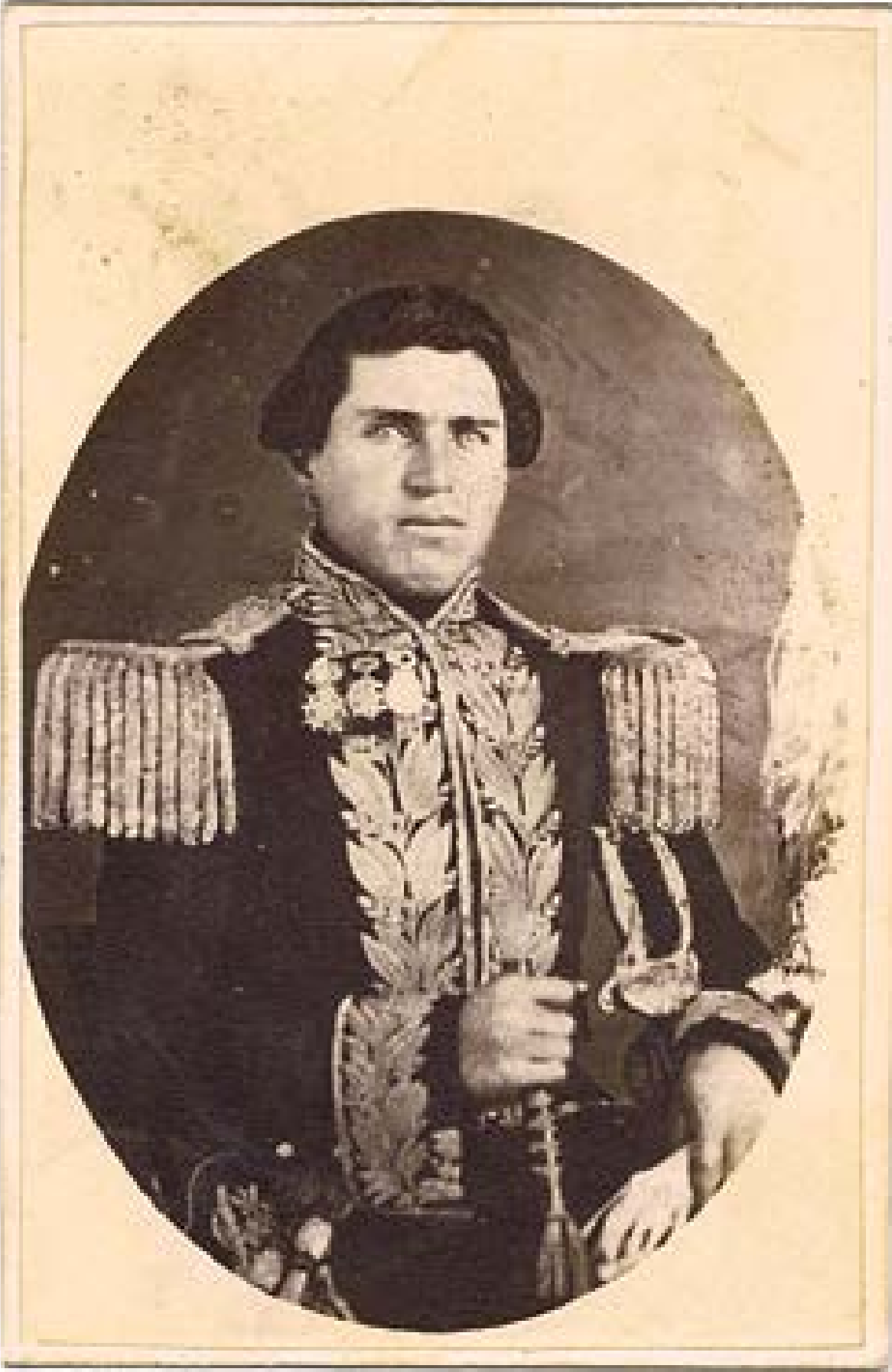
Jorge Córdova, presidente de Bolivia, 1855-1857.

Jorge Córdova fue posesionado como Presidente de Bolivia el 15 de agosto de 1855 a sus 33 años de edad. Cabe mencionar que Córdova estuvo entre los presidentes más jóvenes de Bolivia junto al mariscal Antonio José de Sucre, Germán Busch Becerra y Gualberto Villarroel
El mismo día que Córdova era posesionado en el poder, el expresidente Manuel Isidoro Belzú fue nombrado embajador de Bolivia en Europa, en donde días después de presenciar el acto de posesión del nuevo presidente, Belzú salió de Sucre con dirección a su nuevo destino.

### Ministros de estado
En su gabinete ministerial y su círculo social, Córdova supo rodearse de personajes notables y destacables de la sociedad boliviana.
| Ministerio                                  | Nombre                        |
| ------------------------------------------- | ----------------------------- |
| Interior y Culto                            | Basilio Cuéllar               |
| Relaciones Exteriores e Instrucción Pública | Juan de la Cruz Benavente     |
| Hacienda y Policía Material                 | Miguel María de Aguirre       |
| Guerra                                      | José María Pérez de Urdininea |

### Amnistía General
Al principio de su gestión, el presidente Jorge Córdova trató de demostrar un respeto a todas las libertades de expresión y una tolerancia a las publicaciones de la prensa nacional. Pero una vez que la prensa obtuvo su libertad para publicar, esta empezó casi inmediatamente a criticar todas las medidas políticas que el gobierno realizaba y los actos del presidente.
Una de las primeras acciones que tomó Córdova durante su gobierno, fue la de dar una amnistía general (perdonazo) a todos sus enemigos políticos. Pero a pesar de que Córdova los consideraba aún, como enemigos de la patria, él deseaba empezar su gestión gobernando en paz y sin revoluciones. Esta medida fue bien recibida por sus opositores en el congreso tanto por los "Ballivianistas" (seguidores del expresidente José Ballivián) como así también por los "Linaristas" (seguidores de José María Linares) aunque en menor medida estos últimos. Además de la amnistía general, Córdova derogó el decreto que autorizaba al estado boliviano la confiscación de bienes inmuebles a las personas que cometían delitos políticos, en ese entonces.
Con este "Perdonazo General", muchos políticos que se encontraban desterrados y exiliados en el exterior por anteriores gobiernos, regresaron a Bolivia y hubo una alegría total en toda la sociedad boliviana que creían ver en el gobierno de Córdova un nuevo rumbo para la esperada pacificación del país y una vida tranquila sin revoluciones.
Creó también en cada departamento del país, cuerpos especiales con el objetivo de fomentar e inspeccionar las diferentes obras públicas que se realizaban. Estas juntas inspectoras funcionarian siempre y cuando a la falta de juntas municipales.

## Rebeliones y levantamientos militares

### Levantamiento en Omasuyos
Pero Córdova apenas tuvo tiempo para empezar a realizar su trabajo de gestión, ya que después de haber pasado un mes de haber sido posesionado como presidente, los diferentes periódicos de la época informaban nuevamente sobre la aparición en la frontera con el Perú, del incansable luchador político José María Linares. Se debe aclarar que este personaje pasó a la Historia de Bolivia, como uno de los muy pocos políticos más obsesivamente empeñados en llegar a la presidencia del país por cualquier medio y a toda costa.
Después de haber perdido en las elecciones presidenciales, José María Linares había salido de Bolivia con dirección al Perú a planear su revolución contra Córdova. El 14 de septiembre de 1855 (un mes después) acompañado de sus seguidores, Linares ingresó al país por la frontera entre Bolivia y Perú y realizó un levantamiento militar contra el gobierno del presidente Córdova en la Provincia de Omasuyos del Departamento de La Paz.
El gobierno al enterarse de este levantamiento, mando una escuadrón de caballería (compañía) al mando del comandante militar del Departamento de La Paz, general Demetrio Molina, con la misión de desbaratar la insurrección de José María Linares y sus seguidores. Los "Linaristas", al enterarse del acercamiento de las tropas de Molina, asustados se movilizaron rápidamente hacia la población de Pucarani. El general Molina los alcanzó ahí y después de un breve combate con algunos refuerzos más que le habían llegado recientemente desde La Paz, logró aplastar fácilmente a los revoltosos en Pucarani.
Pese a haber perdido el combate, el principal líder de esta revuelta (José María Linares) había logrado escapar hacia el interior del país para ocultarse temporalmente. Pero no había ocurrido lo mismo con sus seguidores jefes y ayudantes quienes habían caído prisioneros.

### Levantamiento en Coro Coro
El 18 de septiembre de 1855 (4 días después de Omasuyos), en La Paz otro grupo de "Linaristas" (seguidores de José María Linares) atacó el Palacio de Gobierno, pero fueron rechazados y repelidos por la guardia presidencial en la Calle Comercio (una de las principales calles cercanas a la Plaza Murillo).
El 21 de septiembre de 1855 otro grupo de "Linaristas" pero esta vez al mando del coronel Mateo Belmonte y su batallón, se levantaron militarmente contra el gobierno del presidente Córdova en la población de Coro Coro del Departamento de La Paz. Pero aquí cabe mencionar que a diferencia del Levantamiento de Omasuyos, el levantamiento de Coro Coro fue más pequeño en el número de hombres. 
El gobierno mandó tropas a Coro Coro que lograron desbaratar fácilmente a los revoltosos. El coronel Mateo Belmonte (principal cabecilla) logró escapar al Perú, pero muchos de sus jefes cayeron presos.

### Levantamiento en Tarija
El 26 de septiembre de 1855, el general Celedonio Ávila (quien había perdido las elecciones presidenciales saliendo en tercer lugar) se levantó en la ciudad de Tarija en contra del gobierno del presidente Córdova. Para sofocar este levantamiento y pacificar Tarija, el gobierno mandó al regimiento de caballería "Húsares" (uno de los regimientos más destacados y prestigiosos del país por sus temidas actuaciones en batallas).
El resultado final del combate terminó con la derrota de las fuerzas rebeldes de Celedonio Ávila, quien asustado, logró escaparse, evitando ser capturado huyendo a refugiarse a la Argentina, pero varios de sus jefes cayeron presos.

### Anulacion de amnistía y declaratoria de estado de sitio
Una vez que el gobierno se constatara de estos levantamientos militares en diferentes partes del país, el congreso nacional declaró a la patria en peligro concediendo facultades y poderes extraordinarios al poder ejecutivo. En cambio en el gabinete ministerial se apresuraron en anular el decreto de amnistía general que el presidente Córdova había promulgado semanas antes. Las tropas gubernamentales se pusieron en campaña y lograron desbaratar muy fácilmente a estas primeras revolucionarias.

## Política económica proteccionista
En cuanto a economía se refiere, Jorge Córdova continuó con la política proteccionista de su suegro el expresidente Manuel Isidoro Belzú, mantuvo el monopolio estatal sobre la minería a pesar del estancamiento de esta actividad. El gobierno de Córdova no se preocupó mayormente de la minería, manteniéndola como un monopolio gubernamental, lo que trajo como consecuencia una crisis de estancamiento de ese importante rubro de la riqueza boliviana. Esto debido también al poco tiempo que estuvo en la presidencia (apena 2 años) además de las constantes conspiraciones golpistas y permanentes levantamientos militares contra su gobierno.
A ello se sumó, durante aquella época una fuerte reacción y crecimiento de la economía librecambista que contrastaba con la rápida declinación de las obras de artesanía y manufactura nacionales, comenzando de esa manera una crisis en la producción nacional artesanal y textil local.

## Caída de Jorge Córdova

### Levantamiento inicial en Oruro

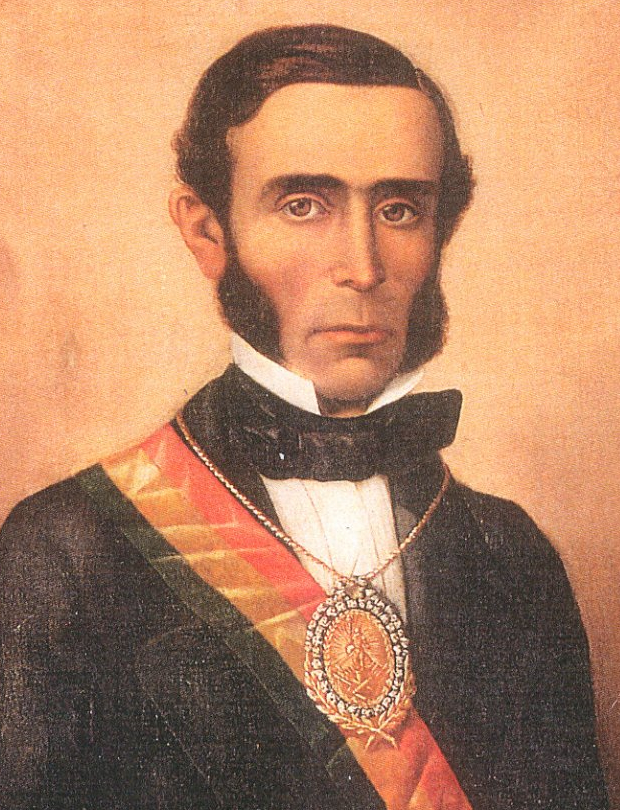
José María Linares (1808-1861) fue un abogado y político boliviano con una empeñada obsesión en llegar a la presidencia del país por cualquier medio y a toda costa. En 1857 logró finalmente derrocar al joven presidente de 35 años de edad Jorge Córdova (1822-1861).

En agosto de 1857, Jorge Córdova se había trasladado a la ciudad de Sucre para dar su mensaje presidencial a la nación en homenaje al 6 de agosto (día de la fundación del país). Apenas había pasado un mes cuando en septiembre de ese año, el incansable luchador político José María Linares volvió a aparecer en la vida política. El 9 de septiembre de 1857, Linares se autoproclamó en la ciudad de Oruro como el nuevo Presidente de Bolivia, levantándose militarmente junto a sus seguidores contra el gobierno del presidente Córdova.
Esta vez, Jorge Córdova puso en marcha a su ejército (que se encontraba en la ciudad de Sucre) y partió de viaje rumbo a la ciudad de Oruro con el objetivo de desbaratar el movimiento subversivo de Linares y sus seguidores. El propio presidente Córdova en persona se puso a la cabeza de sus tropas para dirigirlas, pues con esta acción, Córdova quiso acabar de una vez por todas con todos los levantamientos militares que se habían estado generando durante todo su gobierno y los cuales eran fomentados por Linares.
Cuando José María Linares se enteró sobre la aproximación de Córdova a Oruro, salió de aquella ciudad junto a sus seguidores el 17 de septiembre y partió de viaje rumbo a la ciudad de Cochabamba llevándose consigo todo el armamento de las guarniciones militares (cuarteles) de Oruro. Pues cabe mencionar que Linares tenía un gran apoyo en Cochabamba.
En el camino, Linares se encontró con algunas pequeñas fuerzas gubernamentales a las cuales las derrotó fácilmente sin esfuerzo alguno. Linares llegó a Cochabamba el 21 de septiembre de 1857 y una gran masa de la población cochabambina salió a su encuentro para recibirle. Un boletín del periódico paceño "La Época" de La Paz, copió el reporte de un diario cochabambino relatando lo que había sucedido en Cochabamba durante aquella jornada:

"La entrada a la ciudad (de José María Linares) fue solemne, como no se puede describir. La Capital del mundo no registra en sus páginas de oro el entusiasmo de los romanos, cuando coronaban a sus héroes, ni Esparta presenció nunca un espectáculo más sublime como el que Cochabamba manifestó al ejército del pueblo, de este pueblo encadenado por nueve años (1848-1857). Sobre el río estaba agrupada una inmensa multitud del pueblo, de ambos sexos: apenas apareció el nuevo señor Presidente de la República cortejado por los jefes del ejército y vecinos notables de la ciudad, se lanzaron todos sobre él con aclamaciones, vivas y gritos del más ardiente patriotismo. Fue tanta la multitud, que con dificultad se pudo abrir paso para concluir la marcha. Linares les proclamó y los llamó a palacio, para no retardar el arribo"
 
"No bien penetró a la calle que conduce a la plaza principal 14 de septiembre, las señoritas cochabambinas se pusieron de pie en los balcones y ventanas para prodigar misturas de flores y aguas de olor (perfumes) a los ilustres ciudadanos (Linaristas), que entraban a la ciudad enarbolando el estandarte de la libertad. En el palacio cochabambino, las señoras recibieron entre sus brazos a los libertadores". Y Linares, desde el balcón, habla al ejército y al pueblo:"

"Sus palabras, -sigue contando el Boletín,- llenas de unción, arrancadas del alma por el patriotismo más acendrado, produjeron tal impresión que, los que le rodeaban, vieron bien pronto correr las lágrimas en sus mejillas ardientes. Habríase creído por un momento que Linares era el Napoleón Bonaparte (1769-1821) que arengaba a los soldados de la Francia. Concluido esto, los artesanos volvieron a abrazarlo, a besarle las manos y los pies"
Periódico LA ÉPOCA de La Paz (21 de septiembre de 1857).

### Vísperas antes de la batalla
Cuando el presidente Jorge Córdova llegó a la ciudad de Oruro, ahí se enteró de que Linares había partido rumbo a Cochabamba. Es entonces que Córdova decide seguirlo y darle encuentro en la Llajta. El presidente Jorge Córdova salió de Oruro el 21 de septiembre y después de 4 largos días de marcha, finalmente llegó con sus tropas (Ejército de Bolivia) a las cercanías de Quillacollo en la noche del 25 de septiembre de 1857.
Pero una vez llegado a este punto, en vez de atacar, Jorge Córdova decidió dar descansó a sus tropas, pues sus soldados se encontraban fatigados, ya que  habían caminado desde Sucre hasta Oruro y luego de Oruro hasta Cochabamba. Debido a esto, el presidente Jorge Córdova decidió postergar el ataque para el día siguiente.
Entretanto en la plaza principal de Cochabamba, la población cochabambina se encontraban dispuesta a defender la ciudad y habían ayudado a los "Linaristas", colaborandoles en armar barricadas (costales de arena) bloqueando las principales calles cercanas a la Plaza 14 de septiembre (plaza principal de la ciudad). Cabe mencionar también que al mando de estas barricadas se encontraban el coronel Plácido Yáñez quien años después (en 1861) protagonizaría las terribles Matanzas de Yáñez y el coronel Mariano Melgarejo (futuro Presidente de Bolivia 1864-1871).

### Batalla de Cochabamba de 1857
Al día siguiente, 26 de septiembre de 1857, las tropas gubernamentales del presidente Jorge Córdova ingresaron a la ciudad de Cochabamba y atacaron las barricadas tratando de ingresar a la Plaza 14 de Septiembre, pero sus esfuerzos eran inútiles ya que fueron constantemente rechazados por los "Linaristas" y el pueblo cochabambino armado. Junto a los generales que pelearon con los belcistas estaban Ambrosio Peñailillo y Gonzalo Lanza.
Al ver el fracaso de su infantería, entonces Jorge Córdova, decide mandar a su temible caballería, pero de igual manera fueron rechazados y sus múltiples intentos fueron en vano. Cabe mencionar que la batalla se prolongó durante 3 días seguidos.
Al final, muy exhaustas de combatir, las tropas gubernamentales fueron derrotadas y Jorge Cordova tuvo que huir de Cochabamba volviendo nuevamente a la ciudad de Oruro con algunas poquitas tropas aún leales a su persona. En aquella ciudad, un batallón suyo se sublevó contra él y además se enteró de que las ciudades de La Paz y Sucre también se habían levantado a favor de José María Linares. A partir de ese momento, Jorge Córdova es completamente derrocado y decide autoexiliarse en el exterior, fugando hacia el Perú para proteger su propia vida.
Meses después, desde su exilio en la ciudad de Arequipa, Córdova realizaría un manifiesto al pueblo boliviano refiriéndose a su derrocamiento de la siguiente manera:

"Si Bolivia me inculpa, de negligencia o de juveniles errores, confieso que en medio de la depravación de costumbres, difícil era que la conducta del mandatario fuese irreprensible, pues en el centro de un torrente de corrupción, a todos arrebata su ímpetu"
Jorge Córdova, Ex Presidente de Bolivia 1855-1857 (Arequipa-Perú, 1858).

Según el historiador boliviano Alcides Arguedas, este afirmaría años después que la caída de Córdova fue fatal y solo confirmaría las predicciones que tuvo el expresidente Belzú sobre su joven yerno Córdova en el año 1855. Horas antes de partir de viaje como embajador rumbo a Europa, Belzu les vaticinó secretamente a sus seguidores y les dijo lo siguiente refiriéndose al reciente presidente posesionado Jorge Córdova.

"Ahí les dejo a ese (Jorge Córdova); pero no durará..."
Manuel Isidoro Belzú, Ex Presidente de Bolivia 1848-1855 (La Paz-Bolivia, 15 de agosto de 1855).

## Asesinato
Durante el gobierno del presidente José María de Achá, Cordova regresó a Bolivia, merced a una amnistía, pero cayó en manos del coronel Plácido Yáñez, quien lo acusó de estar supuestamente conspirando en contra del gobierno de Achá y lo mandó a apresar a su domicilio el cual se encontraba en el barrio de San Jorge de la ciudad de La Paz.
Mientras se encontraba arrestado en la prisión, Cordova fue asesinado el 23 de octubre de 1861 por órdenes del coronel Plácido Yáñez, junto a otro medio centenar de detenidos, en donde la Historia de Bolivia denominó a este horrible acontecimiento como las Matanzas de Yañez o Matanzas de Loreto. Dos días después, el Gobierno boliviano pretendió legalizar este asesinato, condenando a muerte al ya fallecido expresidente Córdova, en una pantomima de Consejo de Guerra, bajo la acusación de alta traición.

## Personalidad
Jorge Córdova fue en su tiempo un brillante joven militar de estatura mediana, cabellos de color oro y ojos celestes, en los que se revelaba la bondad de su alma generosa y de índole apacible. En su vida personal, Jorge Córdova estaba casado con Edelmira Belzu Gorriti, una de las más ilustres y virtuosas damas de la ciudad de La Paz e hija del expresidente Manuel Isidoro Belzú.